# Koffi Amponsah
Koffi Amponsah (Accra, 23 aprile 1978) è un ex calciatore ghanese, di ruolo difensore.

## Carriera

### Club
Ha giocato nel campionato ghanese, greco e cipriota.

### Nazionale
Con la maglia della Nazionale ha collezionato 18 presenze tra il 1998 e il 2007.